# Juleigh Walker
Juleigh Walker ist eine ehemalige US-amerikanische Skeletonpilotin.
Juleigh Walker galt lange Zeit als „Veteranin“ ihres Sportes. Ihre beste Platzierung im Gesamtweltcup war ein sechster Platz in der Saison 1997/98. 1996 gewann sie in Lake Placid den nach zehnjähriger Aussetzung erstmals wieder ausgefahrenen Titel bei den Skeleton-Nordamerikameisterschaften der Damen. 1998 errang die Westporterin im selben Wettbewerb die Bronzemedaille. 1999 gewann sie die erstmals ausgetragene US-Meisterschaft in Park City. Im folgenden Jahr holte sie an gleicher Stelle die Bronzemedaille.